# Горячее молоко
«Горячее молоко» (англ. Hot Milk) — драма режиссёра Ребекки Ленкевич. Главные роли в фильме исполнили Фиона Шоу, Вики Крипс и Эмма Маки. Действие фильма происходит летом в испанской рыбацкой деревушке и сосредоточено на молодой женщине, чья мать страдает от загадочных симптомов паралича. Премьера фильма прошла на 75-м Берлинском международном кинофестивале в феврале 2025 года.

## Сюжет
Роуз страдает от загадочных симптомов паралича, прикована к инвалидному креслу и вместе с дочерью Софией отправляется летом в испанский прибрежный город Альмерия, где они надеются получить помощь целителя. Атмосфера этого залитого солнцем города действует на Софию возбуждающе. Она всю жизнь страдала от болезни матери и здесь начинает избавляться от запретов. Путешественница Ингрид, которую она встречает, вызывает у неё интерес.

## В ролях
- Эмма Маки — София
- Вики Крипс — Ингрид
- Фиона Шоу — Роуз
- Венсан Перес — доктор Гомес
- Ян Гаэль — Мэтью
- Пэтси Ферран — Джульета

## Производство
Фильм снят по роману «Горячее молоко» британской писательницы Деборы Леви, в котором исследуются сложности взаимоотношений матери-одиночки, страдающей от загадочных симптомов паралича, и её дочери.
Режиссёром фильма стала Ребекка Ленкевич. Фильм «Горячее молоко» — дебют британского режиссёра. Ранее она работала сценаристом, в том числе для фильмов «Ида» Павла Павликовского, «Колетт» Уош Уэстморленд и «Её правда» Марии Шрадер. Главные роли в фильме исполнили Фиона Шоу, Вики Крипс и Эмма Маки.
Съёмки проходили в Греции летом 2023 года. Оператором-постановщиком выступил Кристофер Блаувельт. Партитуру к фильму написал британский композитор Мэттью Херберт.
Компания IFC Films получила права на дистрибуцию фильма в США. Стриминговый сервис MUBI выпустит фильм в Великобритании, Ирландии, Италии, Латинской Америке и Турции. MUBI также выпустит фильм в кинотеатрах Германии и Австрии. Премьера фильма прошла на 75-м Берлинском международном кинофестивале в феврале 2025 года.